# Xã Clayton, Quận Arenac, Michigan
Xã Clayton (tiếng Anh: Clayton Township) là một xã thuộc quận Arenac, tiểu bang Michigan, Hoa Kỳ. Năm 2010, dân số của xã này là 1.097 người.